# Alfons Gubern i Campreciós

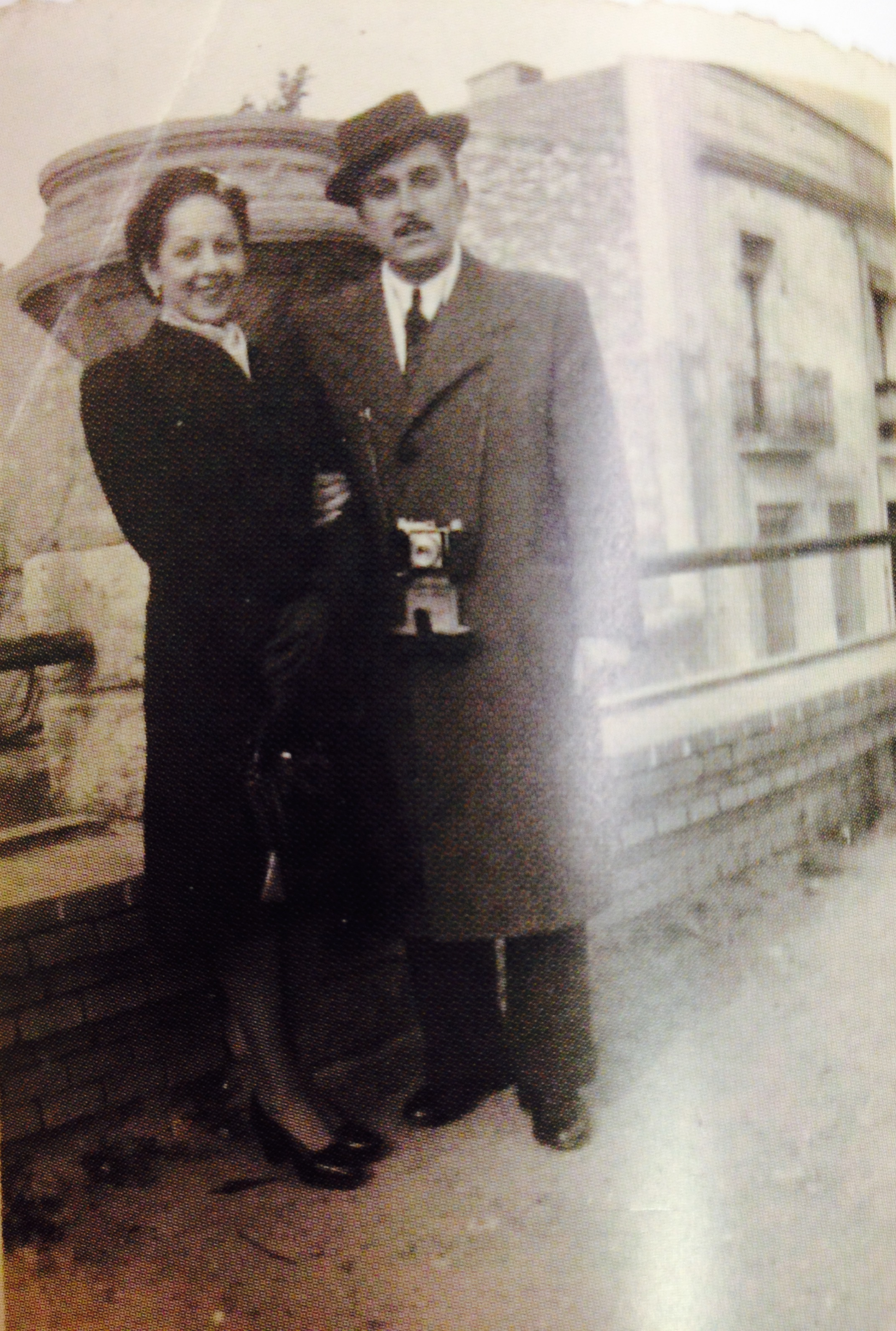
Alfons Gubern i Campreciós amb la seva dona, Antònia Clapés i Vilaplana, a la Plaça Major de Castellar del Vallès.

Alfons Gubern i Campreciós (Sabadell, 23 de març de 1916 - Castellar del Vallès, 22 de setembre de 1980) fou un pintor de paisatge.

## Biografia
Alfons Gubern va néixer a Sabadell el dia 23 de març de 1916, a la casa n. 26 del carrer Zurbano. Era fill d'un industrial tintorer de la ciutat, Feliu Gubern Mañà, i de Margarida Campreciós Boada, nascuda al barri de Sants de Barcelona. Junt amb el seu germà bessó Feliu, van ser els sisens de set germans.
A la seva infància cursà els estudis bàsics, primer a Sabadell, després a Vienne-la-Ville (França), on es va traslladar la seva família, i per acabar a Castellar del Vallès, on s'instal·laren definitivament. De molt petit ja sabia a què es vol dedicar: a la pintura. Amb sis anys va comprar la seva primera caixa de pintures. A França, en no dominar la llengua, va passar les hores pintant i, quan li preguntaven, ell sempre responia: "abans un pintor pobre que un empresari ric". Així que als 13 anys els seus pares el vam inscriure a les classes de Josep Olivet Legares (de l'escola d'Olot).
En acabar els estudis, l'any 1934, el seu mestre Olivet li va oferir impartir classes a les escoles on ell en donava (la Casa de la Caritat, els Escolapis de Sant Antoni..., totes a Barcelona). Daquesta manera va iniciar una activitat docent que no va abandonar mai. A l'edat de 16 anys, al 1932, va exposar per primera vegada les seves obres però la seva activitat pictòrica es va veure interrompuda per l'esclat de la Guerra Civil.
Als anys quaranta i cinquanta va exposar regularment a Sabadell. El febrer de 1943 va presentar una mostra individual a l'Acadèmia de Belles Arts de Sabadell i al juliol va participar en la tradicional exposició col·lectiva organitzada per la mateixa entitat en el marc de la Festa Major de la ciutat. L'any 1946 va exposar en la col·lectiva de socis del Cercle Sabadellès. Fins al 1952 no consta una següent exposició a la seva ciutat natal, de nou a l'Acadèmia, on va exposar altre cop al 1953 i 1954, en la col·lectiva d'artistes sabadellencs no professionals. Amb posterioritat va mostrar la seva obra en solitari dos cops, l'any 1957 (a l'Acadèmia i al Cercle Sabadellès) i al novembre de 1958. Entremig, va prendre part a la primera, segona i quarta edició del Saló Biennal de Belles Arts (1953, 1955 i 1959) organitzat per l'Acadèmia i presentat a la Caixa d'Estalvis de Sabadell.
Al 1940 va exposar a les Galeries Laietanes de Barcelona. A partir d'aleshores va presentar una quarantena d'exposicions individuals a diferents localitats com Barcelona, Bilbao, Saragossa, Sabadell, Terrassa, Castellar del Vallès o Súria. També va fer nombroses aportacions a exposicions col·lectives nacionals i internacionals, com l'Exposició Nacional de Belles Arts que el 1942 es va fer a Barcelona.
Al 1945 va exposar a Buenos Aires i a Perú.
Al 1947 es va casar amb Antònia Clapés Vilaplana. Uny després va néixer la seva primera filla, Maria Rosa Gubern Clapés, i al 1949 la segona, Margarida Gubern Clapés.
Al 1952 va obtenir la Medalla d'Or del premi Josep Masriera per a paisatgistes, on el jurat era el Claustre de professors de l'Escola de Belles Arts de Sant Jordi de Barcelona. El mateix any exposava per a la Diputació d'Alacant i posteriorment va presentar obra a les exposicions municipals i provincials de Barcelona, mentre també ho feia a Sabadell i Terrassa.
Al 1957, 1960 i 1962 va prendre part, després d'haver estat seleccionat, a l'Exposició Nacional de Belles Arts de Madrid. En la darrera d'elles va presentar l'obra titulada Febrerillo loco.
Uns anys més tar, al 1968, va exposar una obra al Musée Galliera de París, a petició del Comitè Organitzador de la Primera Biennal d'Art Contemporani.
A la dècada dels anys seixanta es va incorporar a l'Agrupació Narcís Giralt com a professor i assessor artístic al departament d'Art. Del 1963 al 1965 en va ser el president i més tard va ser nomenat subdirector general de l'entitat. Als anys següents va combinar la seva carrera artística amb la docència.
El matí del 22 de setembre de 1980, amb total activitat professional i vitalitat, i a punt d'iniciar un nou any escolar, va morir sobtadament.
Amb motiu del centenari del seu naixement, al 2016, l'Ajuntament de Castellar del Vallès, conjuntament amb la família del pintor li va retre un homenatge exposant la seva obra a tres sales de la vila i publicant el llibre 'Pinzellades de vida. 100 anys d'Alfons Gubern'.
El Museu d'Art de Sabadell conserva quatre obres d'aquest pintor.